# 406 a. C.
El año 406 a. C. fue un año del calendario romano prejuliano. En el Imperio romano se conocía como el Año del Tribunado de Coso, Ambusto, Coso y Potito (o menos frecuentemente, año 348 Ab urbe condita).

## Acontecimientos
- Victoria ateniense en la batalla de Arginusas entre la flota ateniense y la espartana.

## Fallecimientos
- Sófocles, dramaturgo griego (n. 496 a. C.).
- Eurípides, dramaturgo griego, (n. 480 a. C.).
- Aníbal Magón, general y político cartaginés.
- Aspasia de Mileto, compañera de Pericles (fecha aproximada).